# ティモ・ソイニ
ティモ・ユハニ・ソイニ（Timo Juhani Soini、1962年3月30日 - ）は、フィンランドの政治家。保守政党「真のフィンランド人」の設立者・元党首。
2000年にエスポー市議会議員、2003年に国会（エドゥスクンタ）議員にそれぞれ当選。2009年の欧州議会議員選挙でフィンランドにおける最高得票率（約10％）を獲得し当選、「真のフィンランド人」初の欧州議会議員となった。2011年まで在職したのち、2015年にフィンランドの副首相兼外務大臣に就任。副首相は2017年まで、外務大臣は2019年まで務めた。欧州懐疑主義者としても知られる。

## 来歴
フィンランド西岸の都市ラウマ出身。1981年から1982年まで食品会社に勤務の後、翌年から1992年までは青年組織の事務局長兼議長を務める。この間ヘルシンキ大学に学び、1988年には修士号（社会科学）を取得した。フィンランド田園党の事務局長を1992年から1995年の解党まで務め、1995年に「真のフィンランド人」が設立されると入党し、1997年にはライモ・ヴィストバッカの後任として議長に就く。
2006年の大統領選挙に「真のフィンランド人」から出馬、第1回投票で事前の世論調査を上回る3.4%の得票率を得るも、8名の立候補者のうち4位に終わる（当選者は社会民主党のタルヤ・ハロネン）。
2015年4月19日に行われたフィンランド議会選挙で「真のフィンランド人」は38議席を獲得し、第2党に浮上した。選挙後、ユハ・シピラ政権に入閣し、外相兼副首相に就任。与党となるのは初めてである。
2017年3月、同年6月に真のフィンランド人の党首を辞任すると表明。後任の党首にユッシ・ハッラアホが選出され、シピラ政権と真のフィンランド人との連立が解消されると、ソイニは党を割って新たなグループを作り、政権に留まると表明。彼は他の離党議員と共に党から追放された。

## 発言
- 「良いポピュリズムと悪いポピュリズムがある（2018年2月21日、日本を来訪した際の記者会見で、欧州政治の現状についての発言。さらに、悪いポピュリズムの典型としてフランス国民戦線のマリーヌ・ル・ペン党首を挙げている）[6]」
- 「（胸に手を当て）心の中に（同日の記者会見で、「ムーミン谷はどこか」と聞かれた時の発言）[7][8][9]」